# 六戸ジャンクション
六戸ジャンクション（ろくのへジャンクション）は、青森県上北郡六戸町犬落瀬にある第二みちのく有料道路と上北自動車道のジャンクションである。
六戸出入口と第二みちのく有料道路下田百石IC方面のみ接続しているハーフジャンクションであり、六戸出入口から上北自動車道に進入することはできない。とはいえ、六戸出入口は当JCTよりほんのわずかな距離（1.4 km）であるため、当JCTはJCTとは名乗るものの、事実上は八戸方面のみ利用可能なハーフインターチェンジである。

## 歴史
- 1992年（平成4年）12月18日 - 第二みちのく有料道路全線開通により六戸出入口として供用開始[2]
- 2013年（平成25年）3月24日 - 上北自動車道部分開通により六戸JCT設置[3]

## 道路

### 本線
- E4A 第二みちのく有料道路
- E4A 上北自動車道（上北道路）

### 接続する道路
- 直接接続（六戸出入口）
  - 青森県道10号三沢十和田線

## 料金所
設置されていない。
※第二みちのく有料道路の三沢十和田下田IC以北、および上北自動車道は無料で通行できる。

## 隣
E4A 第二みちのく有料道路
三沢十和田下田IC - 六戸JCT - 六戸出入口
E4A 上北自動車道（上北道路）
六戸JCT - 六戸三沢IC

## 周辺
- 小松ヶ丘ニュータウン
- 青い森鉄道三沢駅
- 古牧温泉

## 形状
ランプウェイは片方向Y字型。六戸出入口と上北自動車道は往来できない。
第二みちのく有料道路、上北自動車道ともに2車線であるが、当ジャンクション付近には追越車線が設置されている。